# Kleśnica
Kleśnica (niem. Klessen Bach – potok, lewy dopływ Morawki o długości 8,89 km.
Potok bierze swój początek na stoku Śnieżnika, drążąc wąską, głęboką dolinkę zwaną Gęsią Gardzielą. Przepływa przez wsie Kletno i Stara Morawa oraz przez rezerwat przyrody Jaskinia Niedźwiedzia chroniący unikatową jaskinię oraz zjawiska krasowe.